# Valleigebied tussen Melsbroek, Kampenhout, Kortenberg en Veltem
Het Valleigebied tussen Melsbroek, Kampenhout, Kortenberg en Veltem is een Natura 2000-gebied (habitatrichtlijngebied BE2400010) in Vlaanderen. Het gebied ligt in het midden van Vlaams-Brabant ten noordoosten van Brussel. Het Natura 2000-gebied beslaat 1445 hectare verspreid over verschillende natuurgebieden.
In het gebied komen twaalf Europees beschermde habitattypes voor: blauwgraslanden, eiken-beukenbossen op zure bodems, essen-eikenbossen zonder wilde hyacint, galigaanvegetaties, glanshaver- en grote vossenstaartgraslanden, heischrale graslanden en soortenrijke graslanden van zure bodems, kalkmoeras, kalktufbronnen met tufsteenformatie, valleibossen, elzenbroekbossen en zachthoutooibossen, voedselarme tot matig voedselarme verlandingsvegetaties, voedselrijke, soortenrijke ruigtes langs waterlopen en boszomen, wateren met kranswiervegetaties.
Er komen acht Europees beschermde soorten voor in het gebied: bittervoorn, Brandts vleermuis, franjestaart, gewone grootoorvleermuis, grijze grootoorvleermuis, groenknolorchis, laatvlieger, rosse vleermuis,watervleermuis.
Gebieden die deel uitmaken van het Natura 2000-gebied zijn onder andere: Torfbroek, Silsombos , Kastanjebos (natuurproject de 'Groene Vallei'), Hellebos, Moorbos, Floordambos, Snijsselbos, Weesbeek- en Molenbeekvallei.

## Afbeeldingen

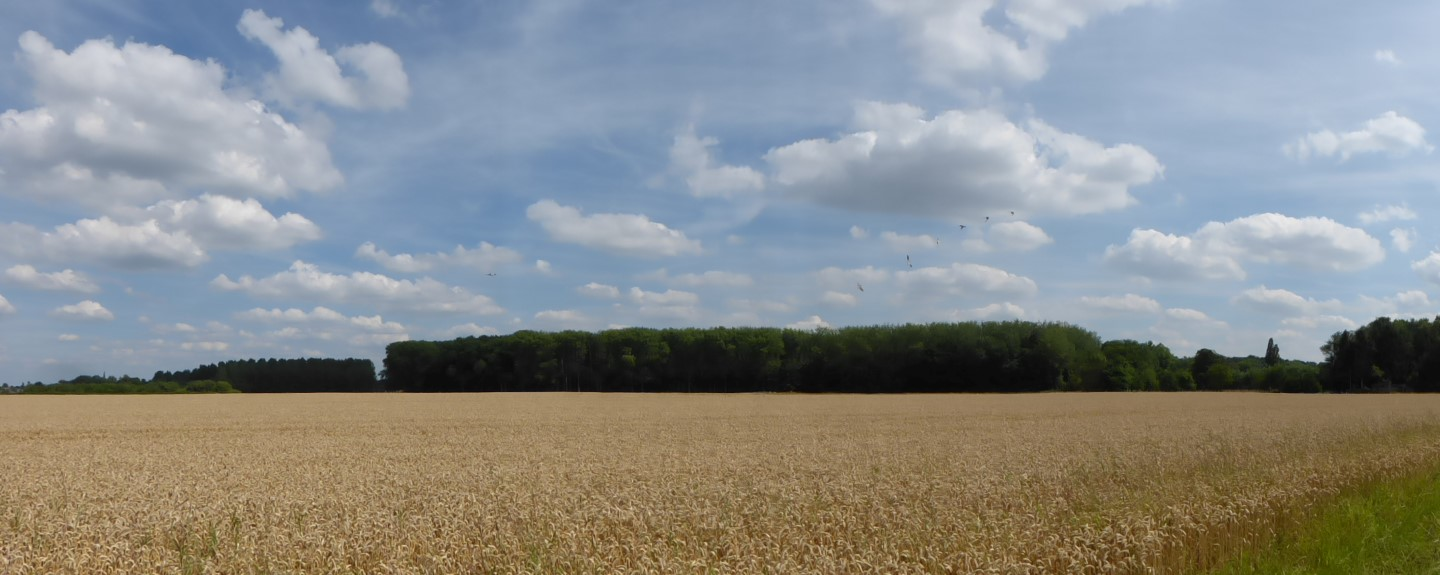
Floordambos
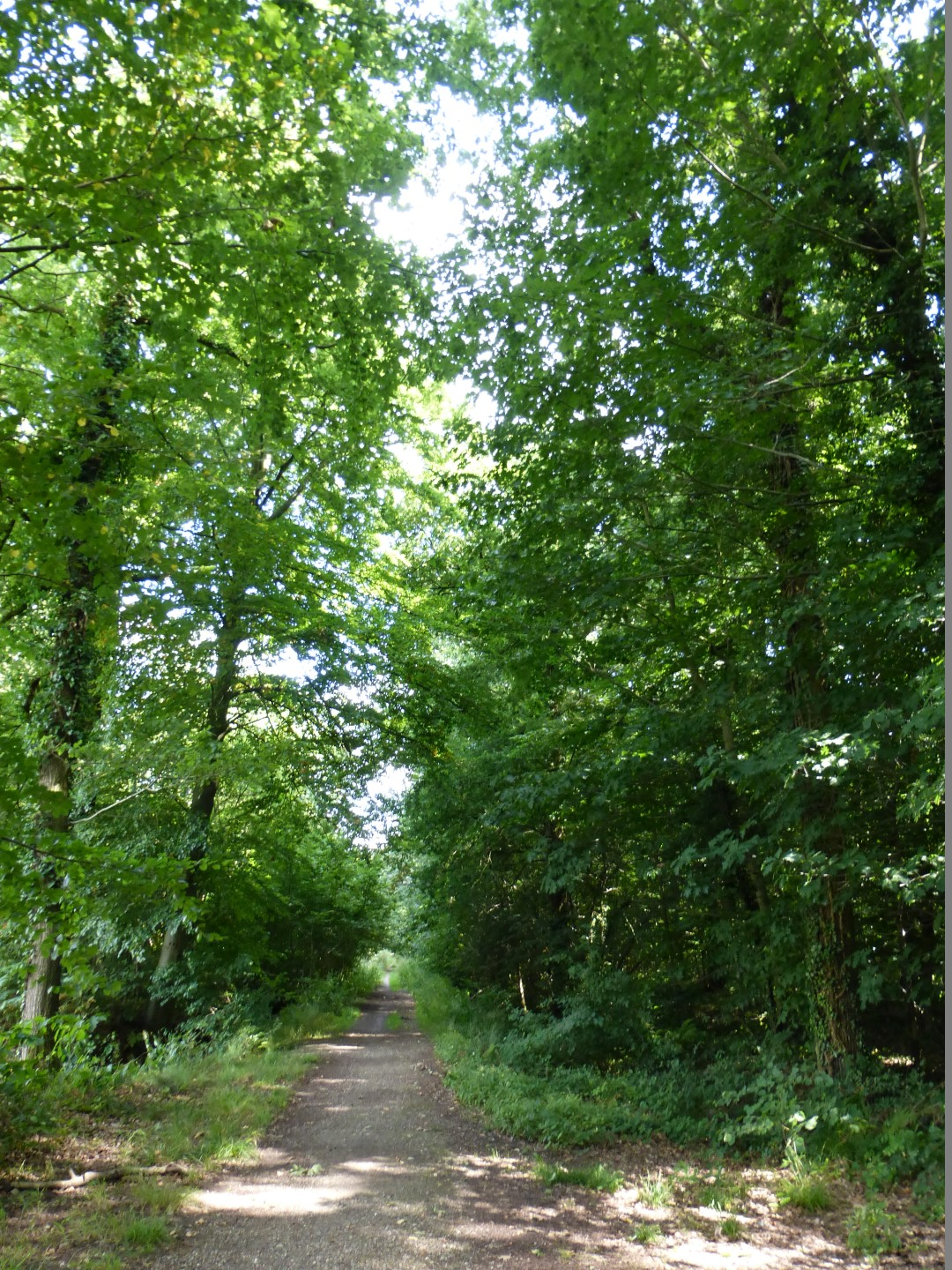
Kastanjebos
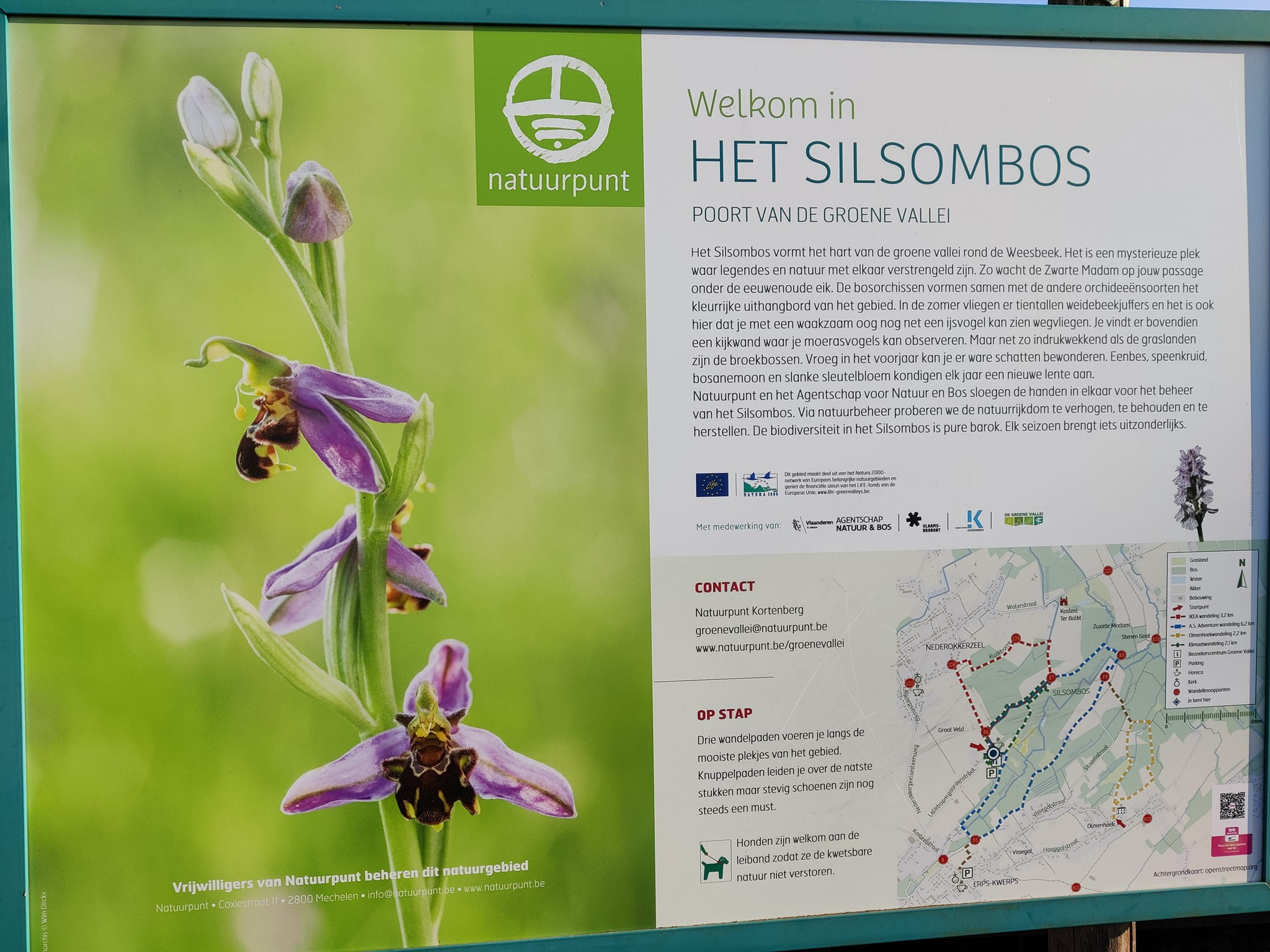
Silsombos
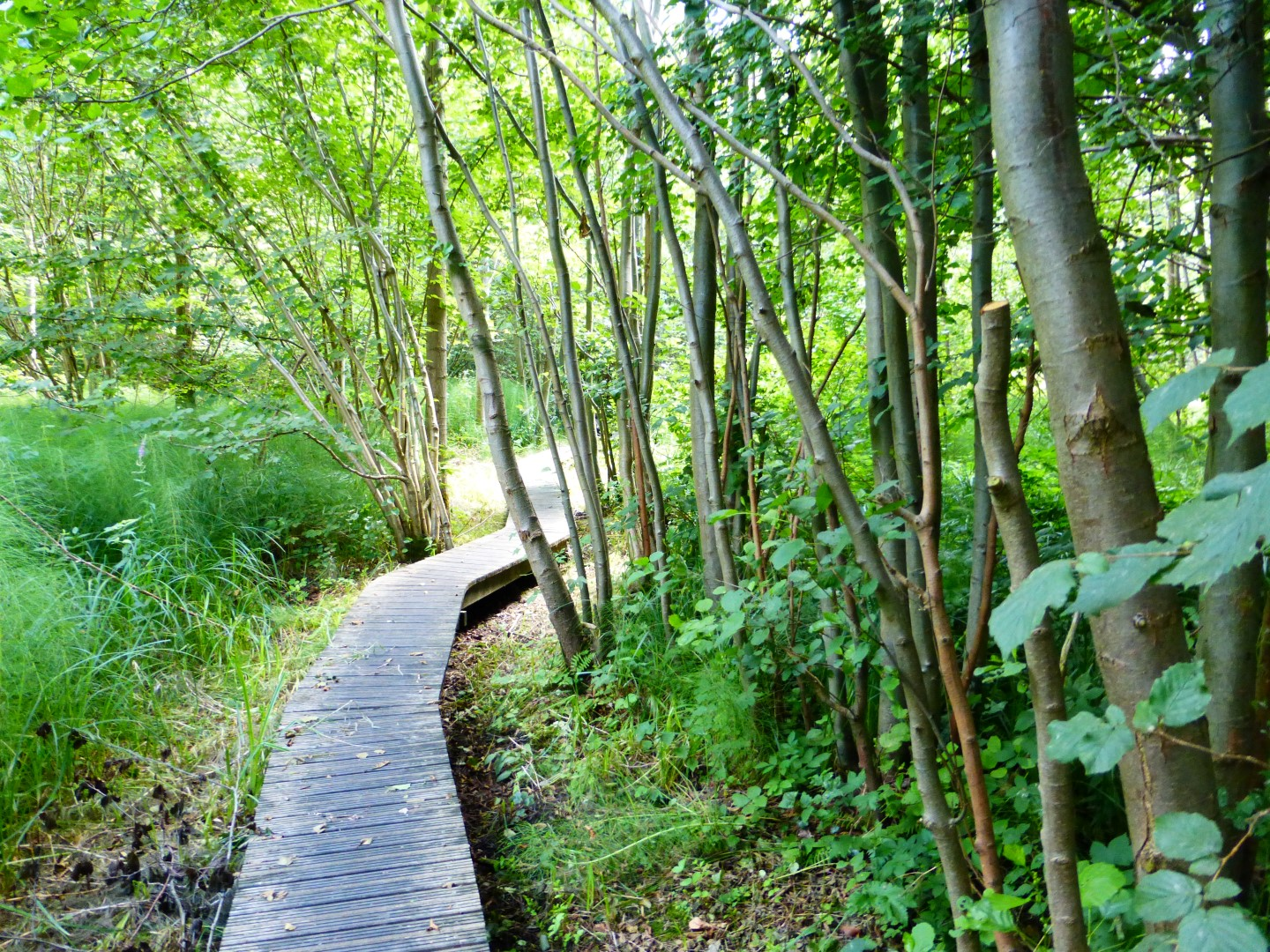
Silsombos
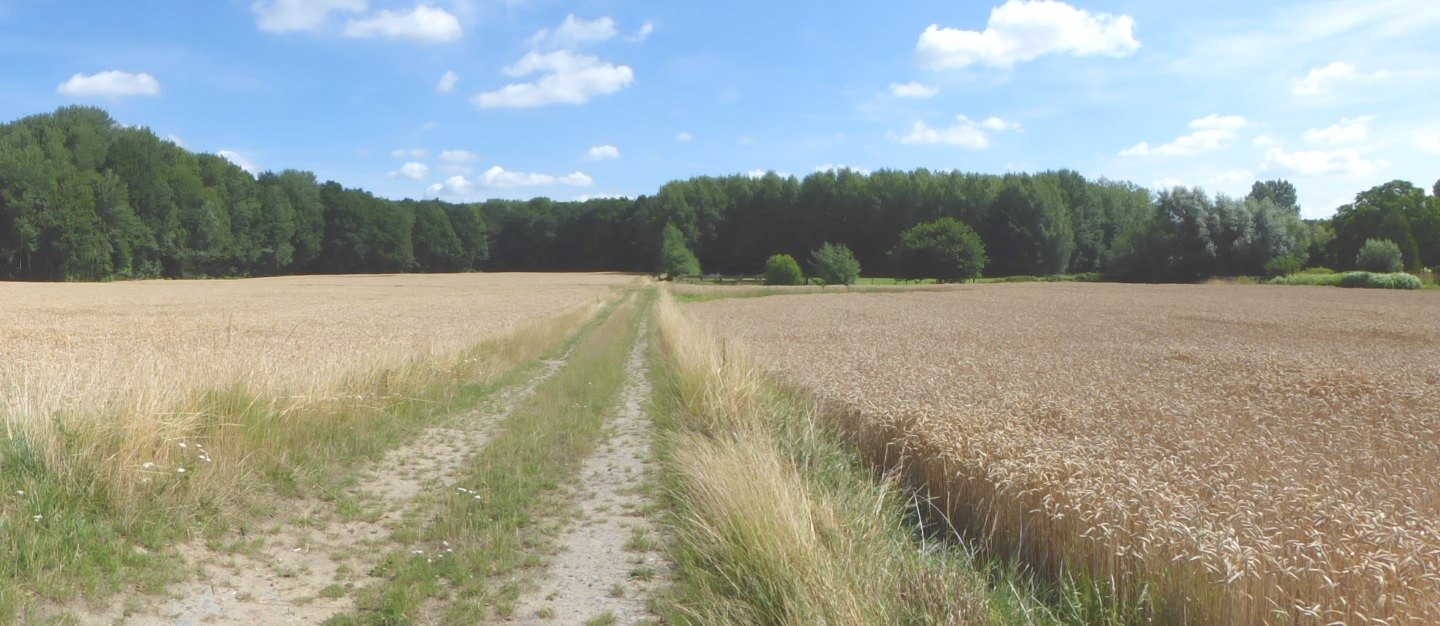
Kastanjebos
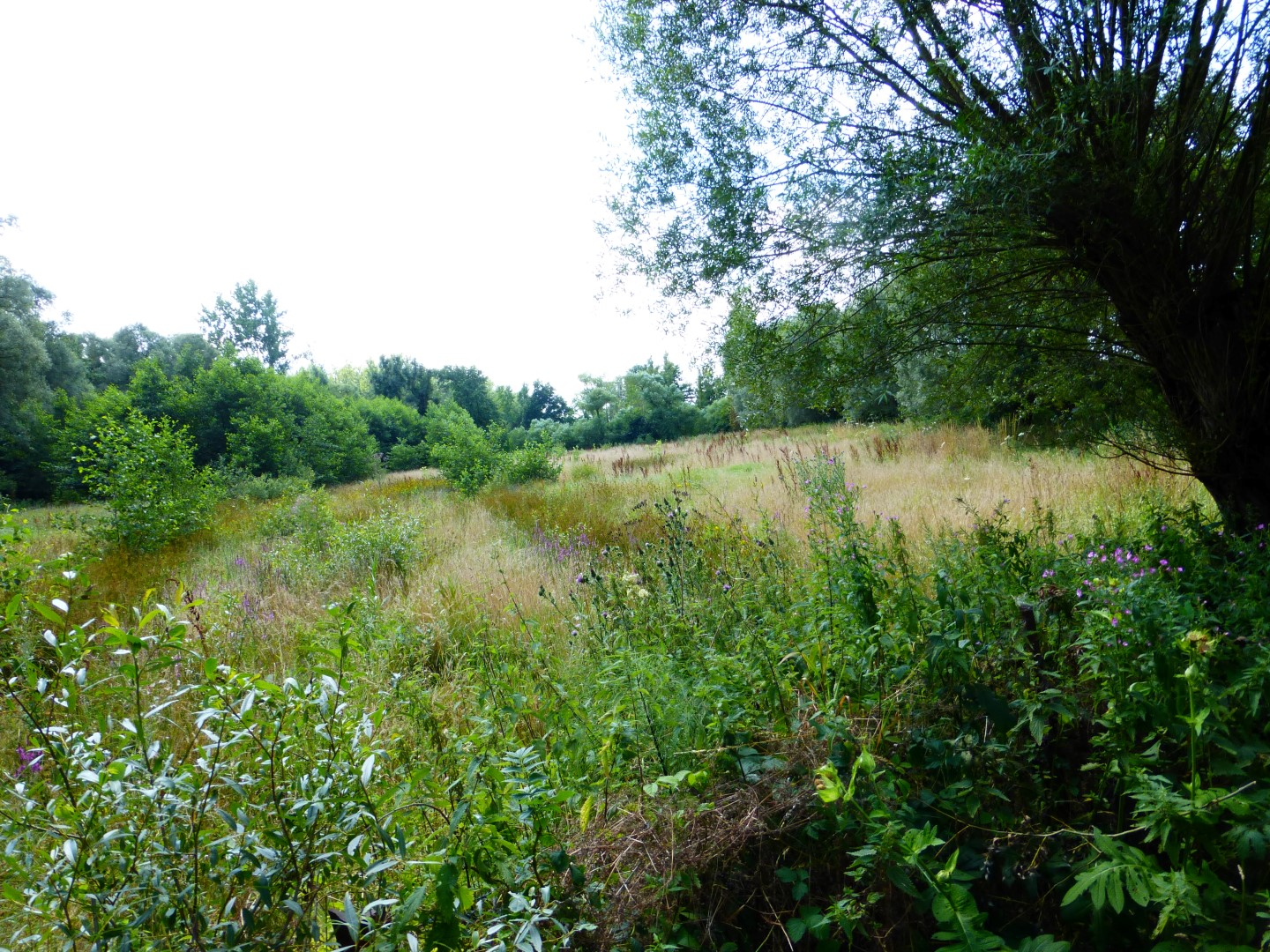
Silsombos
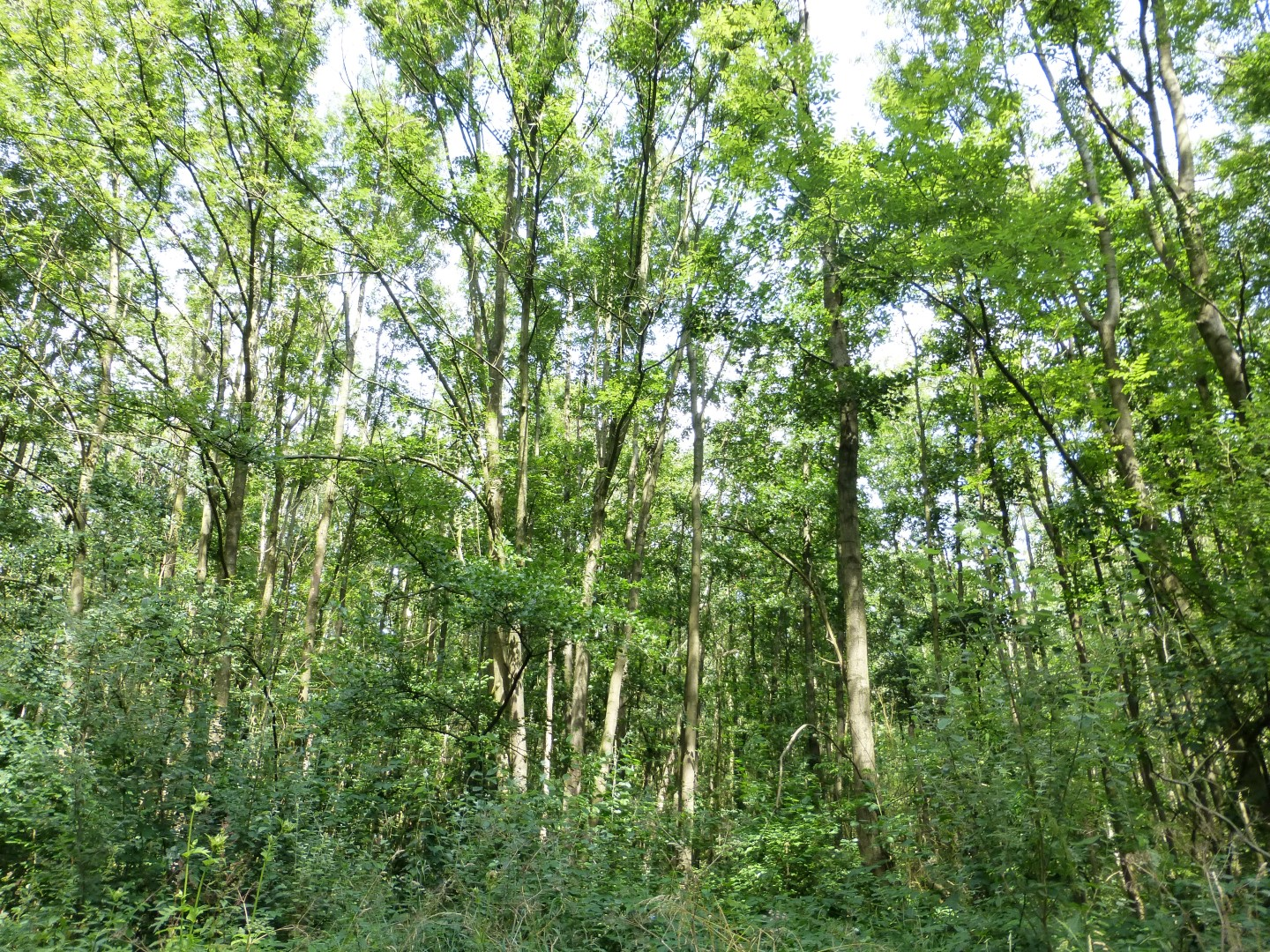
Floordambos
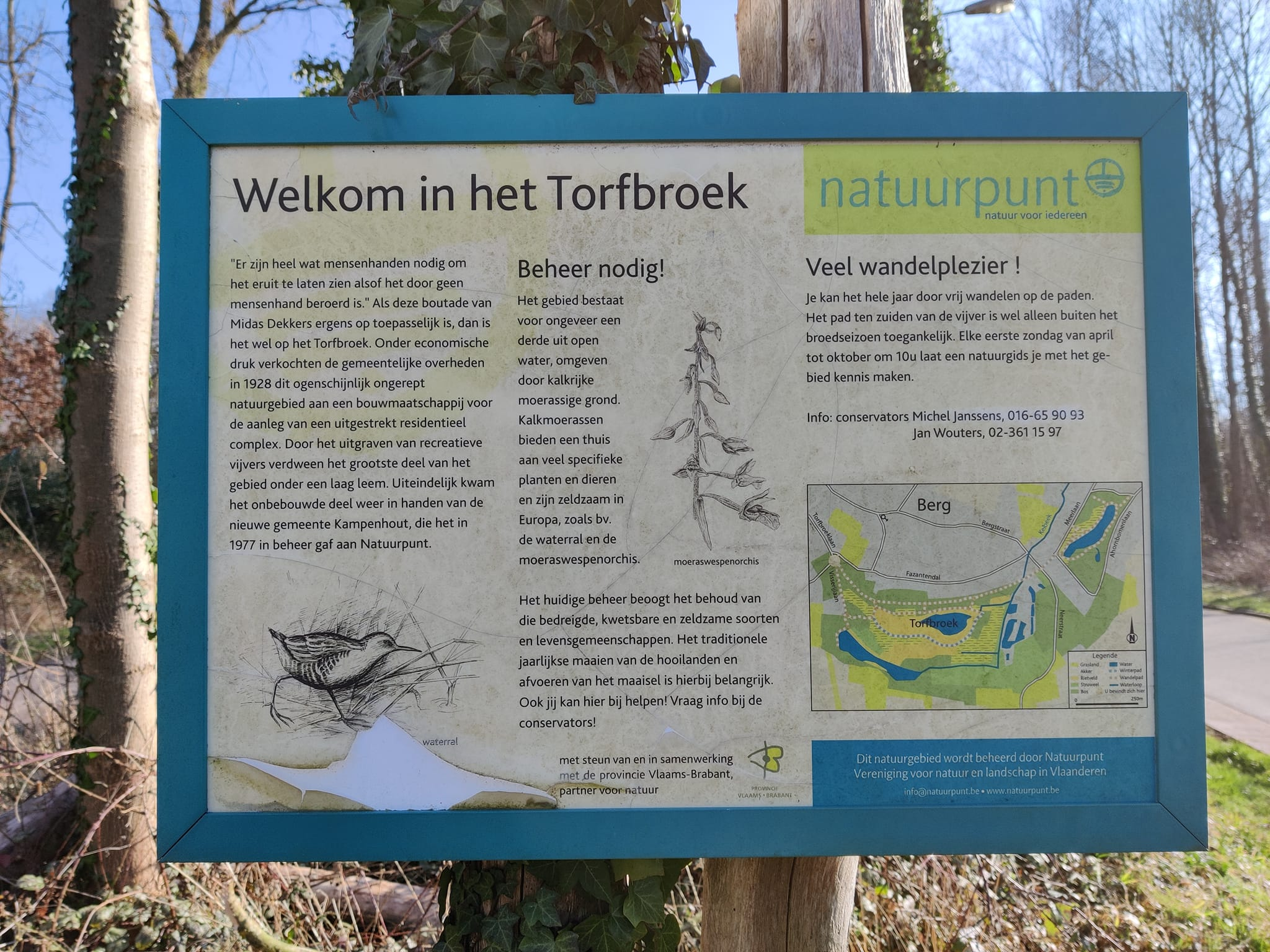
Torfbroek
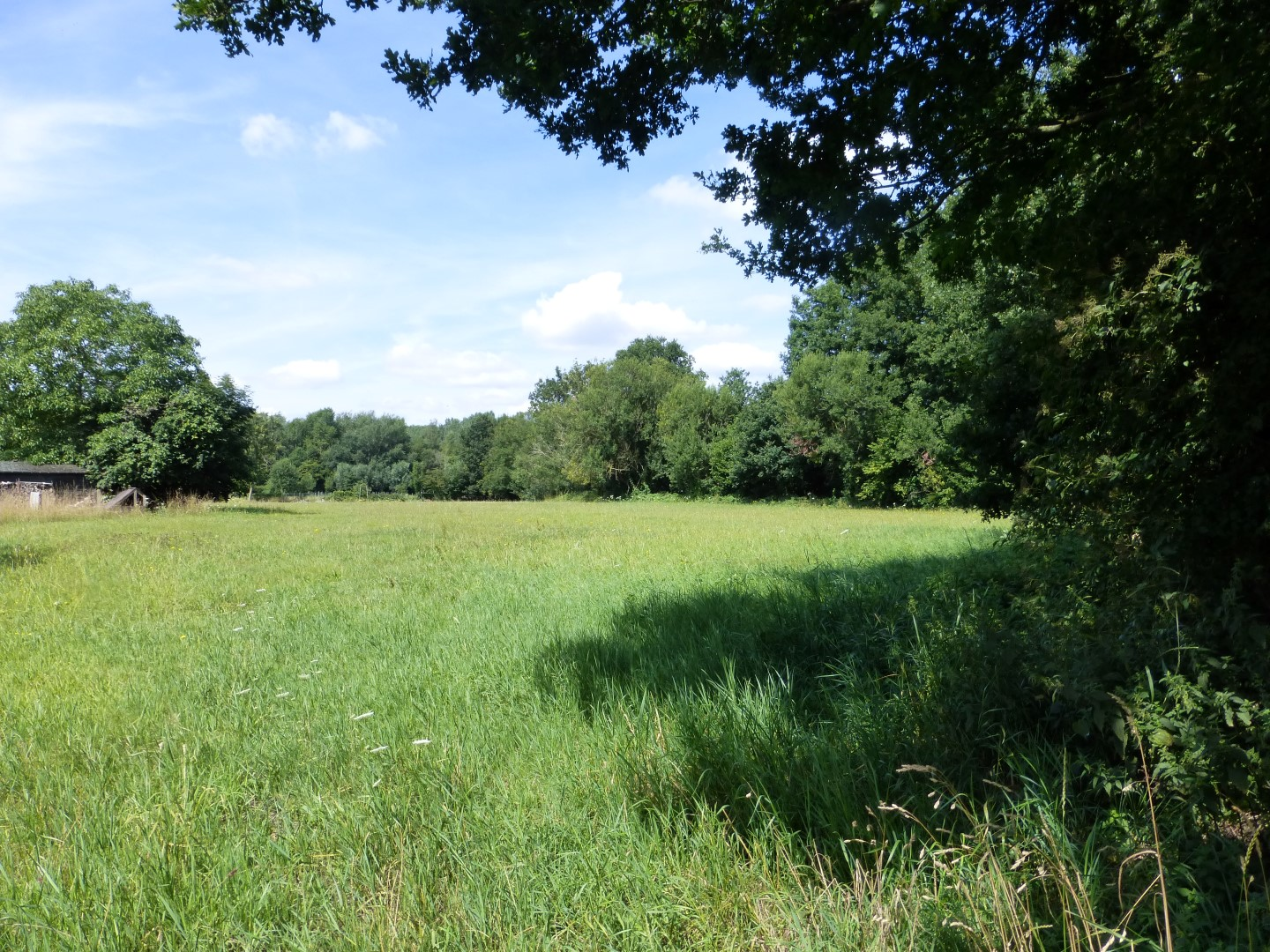
Kastanjebos